# 莉迪亞·戴維斯
莉迪亞·戴維斯（英語：Lydia Davis，1947年7月15日—）是一位以短篇小說為主的美國作家，同時也是一名長篇小說作家、散文家。
她出生於麻薩諸塞州，平時也從事將法語翻譯成英語的工作，並且翻譯了如馬塞爾·普魯斯特的《追憶逝水年華》與古斯塔夫·福樓拜的《包法利夫人》等法語小說新譯本。此外除了作家以及翻譯工作人員外，她也在紐約州奧巴尼的紐約州立大學奧巴尼分校擔任創意寫作的教授。
在作品風格上莉迪亞·戴維斯主要受到米歇爾·傅柯等法國哲學家與作家的影響，這使得她曾經發表數篇具有實驗性質的中篇小說，另外也曾經嘗試以日記或者書信的格式進行創作。其最為著名的小說為1976年出版的《第十三個女人和其他故事》（The Thirteenth Woman and Other Stories）。而近年來戴維斯的作品則偏向僅有3頁至4頁的短篇小說形式，而典型的故事內容往往是以女性第一人稱的角度進行敘述，並且又著簡潔但幽默的故事風格。2003年10月時她獲得在她麥克阿瑟獎的捐款基金，2007年時則獲得美國國家圖書獎短篇小說組。而在2010年時其所翻譯的《包法利夫人》刊登在《花花公子》，並且因而得到廣泛正面的迴響。到了2013年時，她進一步榮獲了布克國際獎。
1974年時她與同樣為作家的保羅·奧斯特結婚並生下一子丹尼爾·奧斯特（Daniel Auster），但是之後兩人則離婚收場；後來她則再度與藝術家艾倫·柯特（Alan Cote）結婚，並且生下兒子西奧·柯特（Theo Cote）。

## 外部連結
- （英文） Fiction • Negative Emotions by Lydia Davis
- （英文） Lydia Davis （页面存档备份，存于）
- （英文） Samuel Johnson is indignant – TMO meets Lydia Davis （页面存档备份，存于）
- （英文） Lydia Davis （页面存档备份，存于）
- （英文） THE STORY BECOMES ABOUT SEEING: AN INTERVIEW WITH LYDIA DAVIS by James Yeh （页面存档备份，存于）
- （英文） Q&A with Lydia Davis （页面存档备份，存于）
- （英文） 2007 National Book Award Fiction Finalist Interview With Lydia Davis
- （英文） Structure Is Structure （页面存档备份，存于）
- （英文） A Conversation with Lydia Davis （页面存档备份，存于）
- （英文） Lydia Davis （页面存档备份，存于）
- （乌克兰語） Міжнародний "Букер" отримала американська письменниця （页面存档备份，存于）